# Морской университет в Гдыне
Морской университет в Гдыне (пол. Uniwersytet Morski w Gdyni) — государственный университет, специализирующийся в сфере морского транспорта, который находится в польском городе Гдыня. 

## История
Основан в 17 июня 1920 как Морская школа в Тчеве. В 1930 году школа была переведена в Гдыню и переименована в Государственную морскую школу. 3 декабря того же года школе присвоен Золотой крест заслуги «За службу в области развития торгового флота». В 1938 создан факультет транспорта и морской администрации.
В годы Второй мировой войны школа действовала в английском городе Саутгемптон. После войны вернулась в Гдыню.
В 1949 году отдел навигации переведён в Щецин, где была создана морская академия. В 1951 году Государственная морская школа в Гдыне была преобразована в 5-летний морской механический техникум, который в 1954 году был переименован в морскую школу. В 1958 году школа была преобразована в среднюю техническую с тремя факультетами: навигационным, механическим и электротехническим.
В 1967-1968 годах Государственная морская школа рыбного хозяйства в Гдыне была включена в Государственную морскую школу.
Морская школа осуществляла подготовку профессионалов с учетом мобильности торгового флота. Параллельно с гражданской профессиональной подготовкой осуществлялась морская военная подготовка курсантов, получавших военные звания ВМС Польши. Обучение осуществлялось на четырех факультетах: навигационном, механическом, электротехническом и административном (специальность судостроительных органов). Электротехнический факультет обучал студентов в двух различных отраслях: морской электротехники (специальность кафедры корабельной техники) и морской радиосвязи (бортовой отдел). Выпускники административного факультета получали степень магистра, другие выпускники — магистра инженерии. На протяжении первых трех лет студенты одновременно проходили базовую военную службу в форме обучения, которая значительно отличалась от военной подготовки студентов наземных университетов, а также с полевыми учебными программами, часть из которых были в учебных районах ВМС.
В 2001 году школа была реорганизована в Морскую академию в Гдыне.
До 2009 года студенты имели обязательную, 4-семестровую (ранее 6 семестров) военную подготовку. Приняв военную присягу, получали низшие воинские звания (матрос, старший матрос). Во время учебы носили звание кадета. Военную подготовку завершал офицерский экзамен, подтвержденный рекомендацией. В настоящее время военная подготовка изъята из учебной программы.
Согласно Постановлению Министра морского хозяйства и внутреннего судоходства от 2 июля 2018 Морская академия в Гдыне по состоянию на 1 сентября 2018 реорганизована в Морской университет в Гдыне.

## Факультеты
Университет осуществляет профессиональную подготовку по девяти направлениям на четырех факультетах.
- Факультет предпринимательства и товароведения
  - Инновационное хозяйство
  - Товароведение
- Факультет машиностроения
  - Механика и машиностроение
- Электротехнический факультет
  - Электроника и телекоммуникации
  - Электротехника
  - Информатика
  - Космические и спутниковые технологии
- Факультет навигации
  - Навигация